# Al-Husain ibn ʿAlī

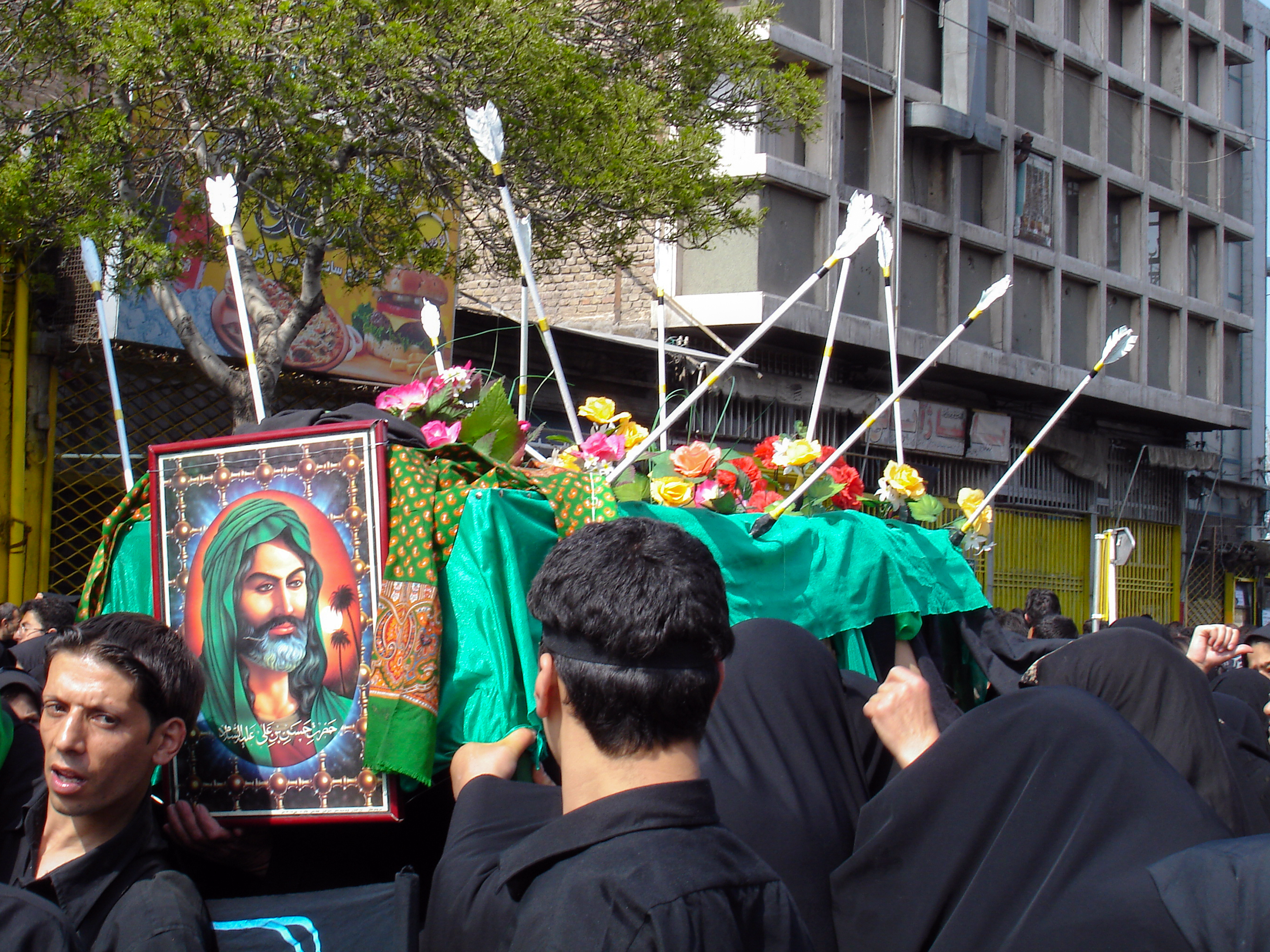
Bild Husseins mit symbolischem Sarg beim Arbain-Fest in Maschhad

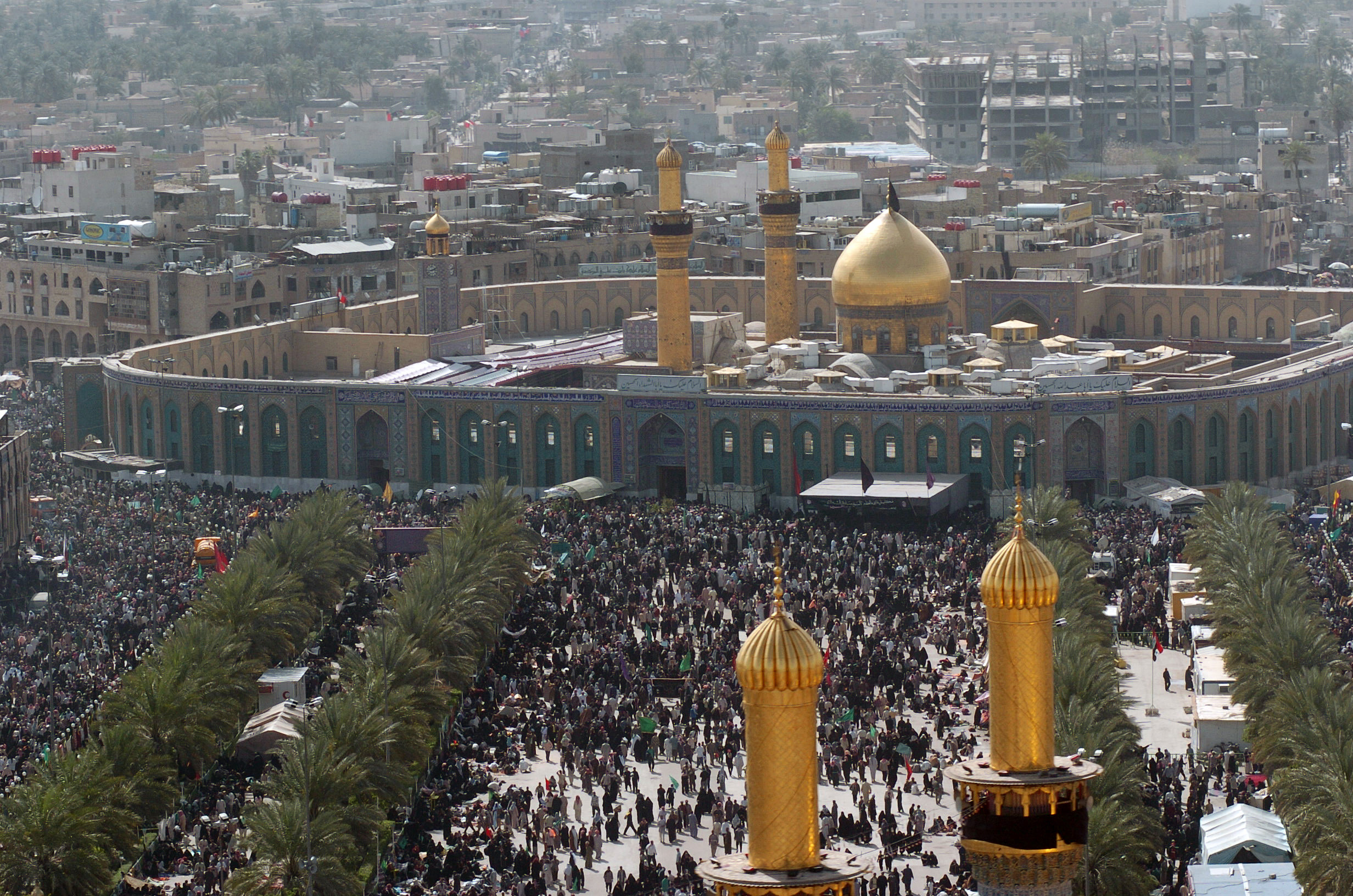
Das Mausoleum von Imam Hussein in Kerbela

Al-Husain ibn ʿAlī (arabisch الحسين بن علي, DMG al-Ḥusain bin ʿAlī; geboren im Januar 626 in Medina; gestorben am 10. Oktober 680 in Kerbala), kurz Hussein oder Hossein (auch Hussain) genannt, war der jüngere Sohn von Ali ibn Abi Talib und Fatima bint Muhammad, ein Enkel des islamischen Propheten Mohammed und somit ein Mitglied der Ahl al-bait.
Al-Husain ist eine zentrale Figur im schiitischen Glauben. Nach dem Tod seines Bruders Hasan 670 erhob er Ansprüche auf das Amt des Kalifen, soll aber ein Vorgehen gegen Muawiya I. zu dessen Lebzeiten abgelehnt haben. 680 übernahm er die Führung eines Aufstands in Kufa gegen die herrschende Kalifenlinie der Umayyaden, der allerdings schnell niedergeschlagen wurde. Husain wurde am 10. Oktober 680 (10. Muharram 61 islamischer Zeitrechnung) in der Schlacht von Kerbela von den Truppen des Umayyaden-Kalifen Yazid I. gestellt und im Verlauf des Gefechtes getötet. Sein Grabmal befindet sich nach schiitischer Tradition in einer Moschee in Kerbela, im Imam-Husain-Schrein. An der Stelle, an der angeblich sein abgetrennter Kopf begraben liegt, steht in der Umayyaden-Moschee von Damaskus ein Schrein; doch gibt es auch eine Überlieferung, nach der Husains Haupt in der Kairoer Sayyidna-al-Husain-Moschee ruht.
Aus seiner Ehe mit der sassanidischen Prinzessin Schahrbanu entstammte sein Sohn Ali Zain al-Abidin, der vierte Imam der Schiiten. Ein weiterer seiner Söhne, Ali Asgar soll bereits in seinem sechsten Lebensmonat in der Schlacht bei Kerbela zu Tode gekommen sein und wird als Märtyrer von den Schiiten verehrt.
Heutige Nachkommen Husains werden als Sayyid und auch als Husainī bezeichnet.

## Familie
Husains Großeltern mütterlicherseits waren der islamische Prophet Mohammed und Chadidscha bint Chuwalid, und seine Großeltern väterlicherseits waren Abu Talib und Fatima bint Asad. Mohammad betrachtete der islamischen Überlieferung nach seine Enkelsöhne Hasan und Husain als seine eigenen Söhne, wegen seiner Liebe zu ihnen und weil er alle Kinder von seiner Tochter Fatima wie seine eigene Kinder und Nachkommen betrachtete; überdies hätte der Prophet, der keine überlebenden Söhne zeugte, sonst keine männlichen Erben gehabt. Gemäß schiitischer Tradition soll Mohammed gesagt haben: „Alle Kinder der Mutter werden ihrem Vater zugeschrieben, außer den Kindern von Fatima, für die ich ihr Vater und ihre Abstammung bin.“ Demnach gehören die Nachkommen Fatimas zu den legitimen Nachkommen Mohammads und sind somit ein Teil von der Ahl-al-bait.
Husains Kinder:

### ʿAlī ibn Husain Zain al-ʿĀbidīn
Hauptartikel: ʿAlī ibn Husain Zain al-ʿĀbidīn
Ali Zain al-Abidin (arabisch علي بن حسين زين العابدين, DMG ʿAlī bin Ḥusain Zain al-ʿĀbidīn; geboren 658 in Medina; gestorben 713 in Medina) war ein Sohn al-Husains und Schahr Banus und ist damit ein Urenkel des Propheten Mohammed.

### Ali Akbar ibn Husain
Hauptartikel: Ali Akbar ibn Hussain
Ali Akbar ibn Hussain (geboren 662; gestorben am 13. Oktober 680, arabisch علي الأكبر بن الحسين, DMG ʿAlī al-akbar bin al-Ḥusain) war ein Sohn al-Husains mit Umm Layla. Er war an der Schlacht von Kerbela beteiligt und kam in ebendieser um.

### Safia bint Husain
Safia bint Hussain (arabisch صفية بنت الحسين, DMG Ṣafiyya bint al-Ḥusain, 665–680) war die Tochter von al-Husain und Rubab bint Imri’ al-Qais. Sie starb im Jahr 680 in Baalbek in Gefangenschaft von Schimr ibn Dhi l-Dschawschan, Omar ibn Saad und Yazid auf einem Todesmarsch nach Damaskus. Sie wurde in Baalbek begraben.

### Abdullah ibn Husain
Hauptartikel: Abdullah ibn al-Husain
Abdullah ibn Hussain ist ein Sohn al-Husains mit Rubab bint Imri’ al-Qais; für ihn ist in anderen Erzählungen der Name Ali Asghar überliefert. Er wurde im Jahr 679 in Medina geboren und starb im Jahr 680 in der Schlacht von Kerbala im Alter von 6 Monaten durch einen Pfeil. Erzählungen zufolge nahm Husain seinen Sohn mit aufs Schlachtfeld, um Wasser für das Kind zu erhalten; dort wurde dieses von Harmala ibn Kahil gezielt getötet.

### Chaula bint Husain

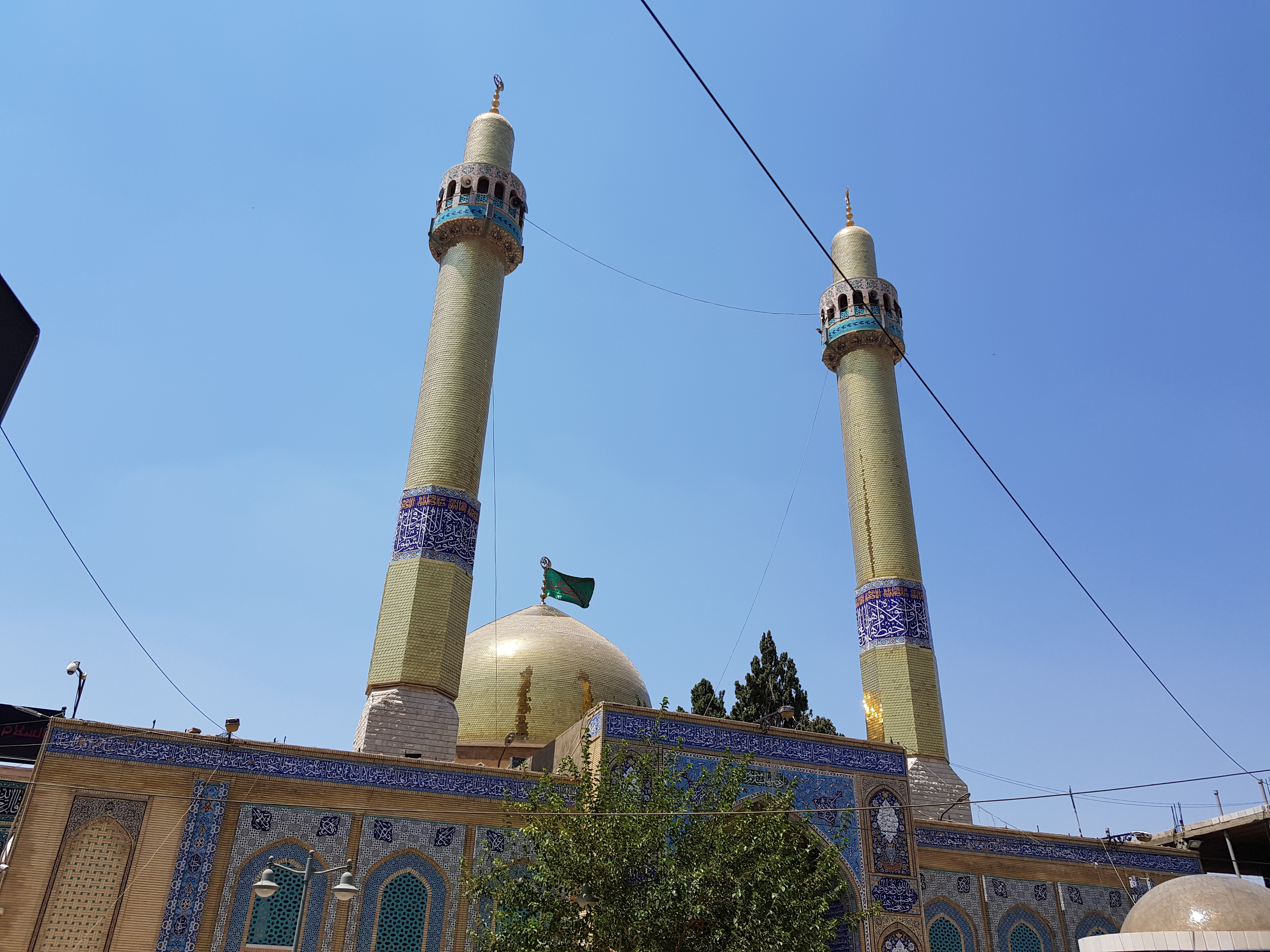
Sayyeda Chaula Schrein von außen.

Chaula bint Husain (arabisch خولة بنت الحسين, DMG Ḫaula bint al-Ḥusain, geboren 679; gestorben 680) ist eine angebliche Tochter al-Husains. Die Quellenlage sowie die historische Authentizität von Chaula bint Husain sind umstritten, allerdings existiert an ihrem angeblichen Sterbeort eine Moschee, der nach ihr benannt ist. Diese wurde durch Spendengelder der Islamischen Republik Iran im Jahr 1994 ausgebaut.

### Ruqayya bint Husain

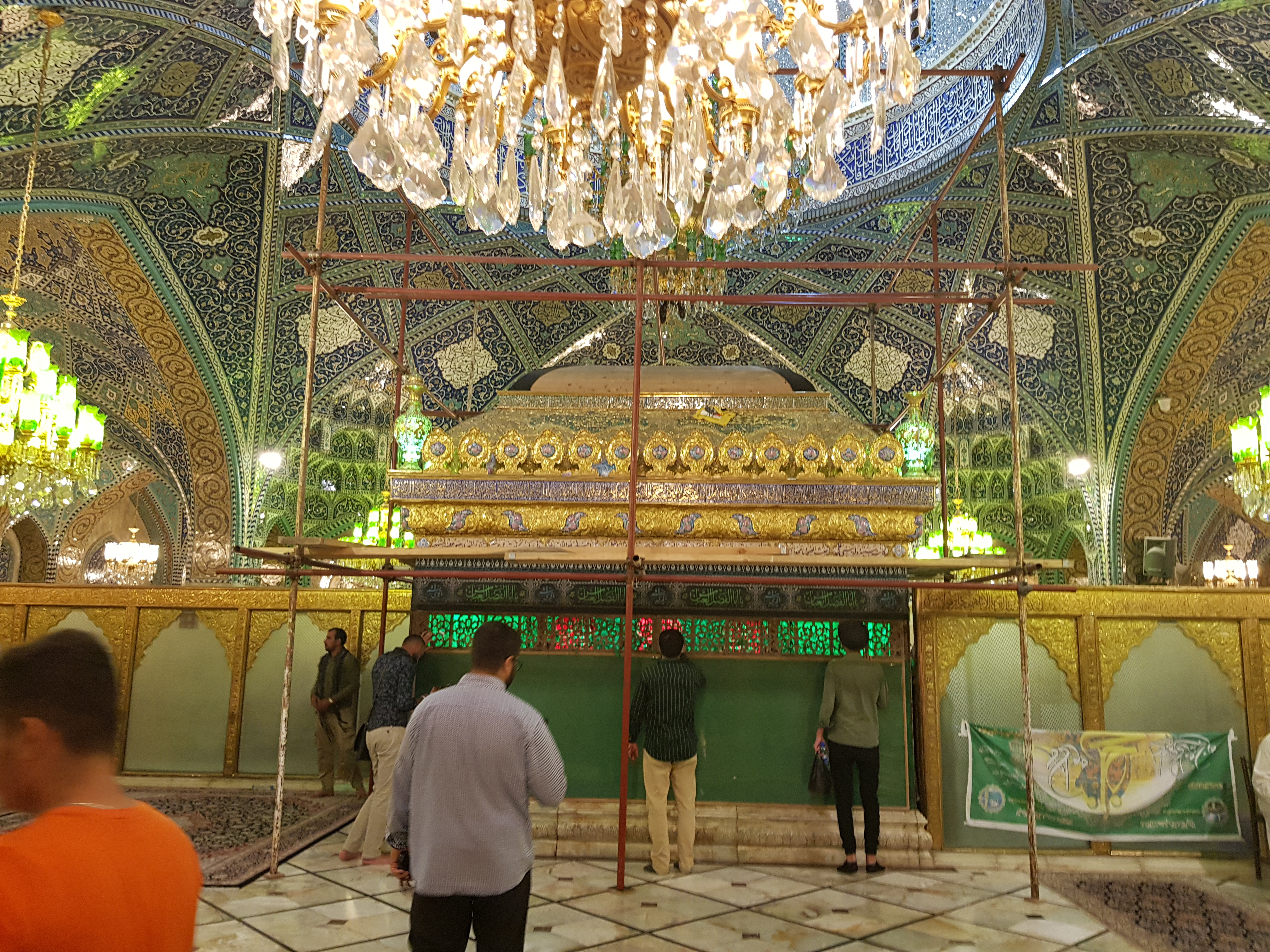
Ruqayya bint Husain Schrein.

Ruqayya bint Husain (geboren 675; gestorben am 5. März 680) war die Tochter von Husain ibn Ali und Rabab bint Imra-ul-Qais. Sie war während der Schlacht von Karbala anwesend. Sie überlebte die Schlacht, gehörte jedoch zu den Gefangenen, die nach Damaskus verschleppt wurden. Sie starb in der Zitadelle von Damaskus, wo sie auch begraben wurde.

### Sakina bint Husain
Auch Sakina bint Husain (auch Sukaina; geboren ca. 671; gestorben 739) war während der Schlacht von Karbala anwesend. Sie war mehrere Male verheiratet, ist berühmt für ihre Eheverträge, die ihren Männern das Recht auf Polygamie absprachen; und ihre Teilnahme am öffentlichen, kulturellen wie politischen Leben.

### Weitere Kinder
- Fatimah bint Husain al-Sughra
- Dschafar ibn Husain

## Bedeutung
Husain war sieben Jahre alt, als der letzte Prophet im Islam, Mohammad, starb; dennoch war er auch in diesen kurzen Jahren an wichtigen Ereignissen dieser Zeit beteiligt, so unter anderem war er mit seinem Bruder der Vertreter der islamischen Jugend beim Ereignis von Mubahala und gehörte zu jenen Personen, die beim Ereignis der Ahl al-kisā' beteiligt waren.
Husain wird aufgrund seines Todes in der um das Kalifat geführten Schlacht bei Kerbela von den Zwölferschiiten als dritter Imam angesehen und als Märtyrer verehrt; den ersten Höhepunkt dieser Verehrung stellen die jährlichen Aschura-Zeremonien dar. Die zahlreichen Trauerzeremonien zu Muharram werden mit dem al-Arba'un-Fest abgeschlossen, bei dem sich im Jahr 2009 insgesamt 14,5 Millionen Menschen zum Imam-Husain-Schrein begaben.

## Imamat
Husain ibn Ali bekam den Führungsauftrag (Imamat) nach dem Tod seines Bruders Hasan ibn Ali (670 n. Chr.) und wurde damit der dritte schiitische Imam. Husain hielt sich an den Friedensvertrag, den Hasan mit Muawiya geschlossen hatte.

### Herrschaft Yazids I.
Muawiya ernannte seinen Sohn Yazid I. zu seinen Nachfolger und brach damit den Friedensvertrag. Nach dem Tod Muawiyas (680 n. Chr.), wurde Yazid Kalif und verlangte von Husain den Treueid, um seiner Herrschaft Legitimation zu verleihen. Husain weigerte sich und ging von Medina nach Mekka, um unnötiges Blutvergießen zu vermeiden. Während dieser Zeit schrieben ihm Menschen aus Kufa, die von der Ablehnung der Befolgung von Yazid durch Husain erfahren hatten, Briefe, die ihn nach Kufa einluden. Um die Loyalität der Kufiten festzustellen, sandte Husain seinen Cousin Muslim ibn Aqil nach Kufa, damit dieser ihm Bericht erstatte. Nachdem Muslim ibn Aqil in Kufa gastfreundlich empfangen worden war und die Kufiten Husain die Treue geschworen hatten, schrieb er einen Brief an Husain, dass die Menschen in Kufa bereit seien, ihn aufzunehmen. So begann Husain seine Reise von Mekka nach Kufa.